# Philip Vian
Sir Philip Louis Vian (14. června 1894, Londýn, Anglie – 27. května 1968, Ashford Hill, Anglie) byl britský admirál. U námořnictva sloužil od roku 1907, zúčastnil se první světové války, poté působil v různých destinacích britské koloniální říše. Jako námořní velitel vynikl za druhé světové války ve Středomoří. Po krátké zdravotní pauze měl podíl na vylodění v Normandii. Vysoké funkce zastával i po válce a v roce 1952 dosáhl hodnosti velkoadmirála.

## Životopis
Narodil se v Londýně jako syn Alsagera Richarda Viana (1863–1924), do Royal Navy vstoupil jako kadet v roce 1907 a studoval na námořních školách v Osborne a Dartmouthu. Zúčastnil se první světové války, poté sloužil v Atlantiku, Středomoří, Austrálii a Čínském moři. Ve třicátých letech měl podíl na britské účasti ve španělské občanské válce a v roce 1934 byl povýšen na kapitána. Za druhé světové války byl jedním z pronásledovatelů největší německé bitevní lodi Bismarck a v roce 1941 dosáhl hodnosti kontradmirála. Na přelomu let 1941–1942 velel v první a druhé bitvě v Syrtském zálivu ve Středozemním moři. Poté se zhoršil jeho zdravotní stav, nakonec onemocněl malárií, musel se vrátit do Británie a do roku 1943 byl mimo aktivní službu. V roce 1944 velel britskému námořnictvu asistujícímu při vylodění Spojenců v Normandii, téhož roku byl povýšen do šlechtického stavu. V závěru druhé světové války dosáhl hodnosti viceadmirála (1945) a v letech 1946–1950 byl na admiralitě pátým námořním lordem. V roce 1948 byl povýšen na admirála a aktivní kariéru zakončil jako velitel loďstva Home Fleet (1950–1952). Při odchodu do výslužby obdržel nejvyšší hodnost velkoadmirála (1952), v soukromí se věnoval obchodním aktivitám.
Během druhé světové války obdržel tři stupně Řádu lázně, v roce 1952 nakonec získal velkokříž Řádu lázně. Byl nositelem francouzského Řádu čestné legie a Válečného kříže, další vyznamenání obdržel v USA, Dánsku a Norsku.